# Juri
Juri je priimek v Sloveniji, ki ga je po podatkih Statističnega urada Republike Slovenije na dan 1. januarja 2010 uporabljalo 7 oseb.

## Znani nosilci priimka
- Aurelio Juri (*1949), novinar, politik
- Franco Juri (*1956), novinar, karikaturist, politik in diplomat
- Luka Juri (*1977), politik